# 1427
Il 1427 (MCDXXVII in numeri romani) è un anno  del XV secolo.

## Eventi
- 20 maggio – Guerra tra Repubblica di Venezia e Ducato di Milano, i milanesi sono sconfitti a Brescello.
- 7 agosto – La flotta viscontea è distrutta dai veneziani sul Po.
- 12 ottobre – Battaglia di Maclodio: L'esercito visconteo guidato da Carlo II Malatesta viene sconfitto da quello della lega anti-viscontea guidato dal Carmagnola.
- 2 dicembre: 
  - Filippo Maria Visconti promette di sposare Maria di Savoia.
  - Vercelli passa ai Savoia.
- I portoghesi scoprono l'Arcipelago delle Azzorre.
- Persecuzione della Setta degli Strigol'niki da parte del Metropolita russo Fotius.

## Nati
- 18 gennaio - Oddantonio II da Montefeltro, nobile, politico e condottiero italiano († 1444)
- 9 aprile - Beatrice d'Este, nobildonna italiana († 1497)
- 8 maggio - John Tiptoft, I conte di Worcester, politico inglese († 1470)
- 22 giugno - Lucrezia Tornabuoni, poetessa italiana († 1482)
- 26 agosto - Alessandro Gonzaga, nobile († 1466)
- 28 settembre - Francesca d'Amboise, monaca cristiana francese († 1485)
- 14 ottobre - Alesso Baldovinetti, pittore italiano († 1499)
- 26 ottobre - Sigismondo d'Austria, duca († 1496)
- 24 novembre - John Stafford, I conte di Wiltshire, nobile inglese († 1473)
- 29 novembre - Zhengtong, imperatore cinese († 1464)
- 30 novembre - Casimiro IV di Polonia, sovrano polacco († 1492)
- Margaret Beaufort, nobile inglese († 1474)
- Tommaso Benci, mercante, poeta e scrittore italiano († 1470)
- Antonio Bonfini, umanista e storiografo italiano († 1502)
- Davide di Borgogna, vescovo cattolico tedesco († 1496)
- Michele Carcano, presbitero e francescano italiano († 1484)
- Pietro Casola, scrittore e presbitero italiano († 1507)
- Georg Hesler, cardinale tedesco († 1482)
- Rodolfo di Hochberg, nobile svizzero († 1487)
- Maria Stuart, principessa scozzese († 1465)
- Galeotto Marzio, umanista italiano († 1490)
- Giuliana Puricelli, religiosa italiana († 1501)
- Antonio Rossellino, scultore italiano († 1479)
- Jaime Serra i Cau, cardinale e arcivescovo cattolico spagnolo († 1517)
- Shen Zhou, pittore e poeta cinese († 1509)
- Carlo I di Baden, sovrano tedesco († 1475)
- Mircea II di Valacchia († 1447)

## Morti
- 3 gennaio - Gabriele V di Alessandria, vescovo cristiano orientale egiziano
- 27 marzo - Rinaldo Brancaccio, cardinale italiano
- 17 aprile - Giovanni IV di Brabante, duca (n. 1403)
- 14 maggio - Re Alexis, rivoluzionario cipriota
- 28 maggio - Erich I di Braunschweig-Grubenhagen, nobile tedesco
- 28 maggio - Enrico IV, conte di Holstein-Rendsburg, conte tedesco (n. 1397)
- 29 maggio - Nanne Strozzi, condottiero italiano
- 19 luglio - Stefano III Lazaro, principe serbo
- 8 settembre - Tommaso Brancaccio, cardinale italiano
- 9 settembre - Leonardo Cubello, nobile (n. 1362)
- 12 settembre - Raffaele Fulgosio, giurista italiano (n. 1367)
- 3 ottobre - Pandolfo III Malatesta, condottiero italiano (n. 1370)
- 20 ottobre - Raffaele Raimondi, giurista italiano (n. 1377)
- 21 ottobre - Raymond Mairose, cardinale e vescovo cattolico francese
- 30 novembre - Ulrich Walker, politico e militare svizzero (n. 1360)
- 26 dicembre - Francesco Lando, cardinale e patriarca cattolico italiano
- Paolo Carnesecchi, politico, mercante e mecenate italiano
- Chimalpopoca, imperatore azteco (n. 1397)
- Cirillo di Beloozero, monaco cristiano e mistico russo (n. 1337)
- Jehuda Cresques, cartografo spagnolo (n. 1350)
- Antonio da Vallisnera, italiano
- Uberto Decembrio, umanista italiano (n. 1350)
- Angelo Maria Della Pergola, condottiero italiano
- Stefano di Francesco, pittore italiano
- Gentile da Fabriano, pittore italiano
- Isabella di Roquefeuil, nobildonna francese
- Lorenzo di Bicci, pittore italiano
- Galeazzo di Santa Sofia, medico italiano
- Amaury de Sévérac, militare francese
- Giovanni Strada, vescovo cattolico italiano

## Calendario
| Calendario 1427 | Calendario 1427 | Calendario 1427 | Calendario 1427 | Calendario 1427 | Calendario 1427 | Calendario 1427 | Calendario 1427 | Calendario 1427 | Calendario 1427 | Calendario 1427 | Calendario 1427 | Calendario 1427 | Calendario 1427 | Calendario 1427 | Calendario 1427 | Calendario 1427 | Calendario 1427 | Calendario 1427 | Calendario 1427 | Calendario 1427 | Calendario 1427 | Calendario 1427 | Calendario 1427 | Calendario 1427 | Calendario 1427 | Calendario 1427 | Calendario 1427 | Calendario 1427 | Calendario 1427 | Calendario 1427 | Calendario 1427 | Calendario 1427 |
| --------------- | --------------- | --------------- | --------------- | --------------- | --------------- | --------------- | --------------- | --------------- | --------------- | --------------- | --------------- | --------------- | --------------- | --------------- | --------------- | --------------- | --------------- | --------------- | --------------- | --------------- | --------------- | --------------- | --------------- | --------------- | --------------- | --------------- | --------------- | --------------- | --------------- | --------------- | --------------- | --------------- |
|                 | 1               | 2               | 3               | 4               | 5               | 6               | 7               | 8               | 9               | 10              | 11              | 12              | 13              | 14              | 15              | 16              | 17              | 18              | 19              | 20              | 21              | 22              | 23              | 24              | 25              | 26              | 27              | 28              | 29              | 30              | 31              |                 |
| Gennaio         | Me              | Gi              | Ve              | Sa              | Do              | Lu              | Ma              | Me              | Gi              | Ve              | Sa              | Do              | Lu              | Ma              | Me              | Gi              | Ve              | Sa              | Do              | Lu              | Ma              | Me              | Gi              | Ve              | Sa              | Do              | Lu              | Ma              | Me              | Gi              | Ve              |                 |
| Febbraio        | Sa              | Do              | Lu              | Ma              | Me              | Gi              | Ve              | Sa              | Do              | Lu              | Ma              | Me              | Gi              | Ve              | Sa              | Do              | Lu              | Ma              | Me              | Gi              | Ve              | Sa              | Do              | Lu              | Ma              | Me              | Gi              | Ve              |                 |                 |                 |                 |
| Marzo           | Sa              | Do              | Lu              | Ma              | Me              | Gi              | Ve              | Sa              | Do              | Lu              | Ma              | Me              | Gi              | Ve              | Sa              | Do              | Lu              | Ma              | Me              | Gi              | Ve              | Sa              | Do              | Lu              | Ma              | Me              | Gi              | Ve              | Sa              | Do              | Lu              |                 |
| Aprile          | Ma              | Me              | Gi              | Ve              | Sa              | Do              | Lu              | Ma              | Me              | Gi              | Ve              | Sa              | Do              | Lu              | Ma              | Me              | Gi              | Ve              | Sa              | Do              | Lu              | Ma              | Me              | Gi              | Ve              | Sa              | Do              | Lu              | Ma              | Me              |                 |                 |
| Maggio          | Gi              | Ve              | Sa              | Do              | Lu              | Ma              | Me              | Gi              | Ve              | Sa              | Do              | Lu              | Ma              | Me              | Gi              | Ve              | Sa              | Do              | Lu              | Ma              | Me              | Gi              | Ve              | Sa              | Do              | Lu              | Ma              | Me              | Gi              | Ve              | Sa              |                 |
| Giugno          | Do              | Lu              | Ma              | Me              | Gi              | Ve              | Sa              | Do              | Lu              | Ma              | Me              | Gi              | Ve              | Sa              | Do              | Lu              | Ma              | Me              | Gi              | Ve              | Sa              | Do              | Lu              | Ma              | Me              | Gi              | Ve              | Sa              | Do              | Lu              |                 |                 |
| Luglio          | Ma              | Me              | Gi              | Ve              | Sa              | Do              | Lu              | Ma              | Me              | Gi              | Ve              | Sa              | Do              | Lu              | Ma              | Me              | Gi              | Ve              | Sa              | Do              | Lu              | Ma              | Me              | Gi              | Ve              | Sa              | Do              | Lu              | Ma              | Me              | Gi              |                 |
| Agosto          | Ve              | Sa              | Do              | Lu              | Ma              | Me              | Gi              | Ve              | Sa              | Do              | Lu              | Ma              | Me              | Gi              | Ve              | Sa              | Do              | Lu              | Ma              | Me              | Gi              | Ve              | Sa              | Do              | Lu              | Ma              | Me              | Gi              | Ve              | Sa              | Do              |                 |
| Settembre       | Lu              | Ma              | Me              | Gi              | Ve              | Sa              | Do              | Lu              | Ma              | Me              | Gi              | Ve              | Sa              | Do              | Lu              | Ma              | Me              | Gi              | Ve              | Sa              | Do              | Lu              | Ma              | Me              | Gi              | Ve              | Sa              | Do              | Lu              | Ma              |                 |                 |
| Ottobre         | Me              | Gi              | Ve              | Sa              | Do              | Lu              | Ma              | Me              | Gi              | Ve              | Sa              | Do              | Lu              | Ma              | Me              | Gi              | Ve              | Sa              | Do              | Lu              | Ma              | Me              | Gi              | Ve              | Sa              | Do              | Lu              | Ma              | Me              | Gi              | Ve              |                 |
| Novembre        | Sa              | Do              | Lu              | Ma              | Me              | Gi              | Ve              | Sa              | Do              | Lu              | Ma              | Me              | Gi              | Ve              | Sa              | Do              | Lu              | Ma              | Me              | Gi              | Ve              | Sa              | Do              | Lu              | Ma              | Me              | Gi              | Ve              | Sa              | Do              |                 |                 |
| Dicembre        | Lu              | Ma              | Me              | Gi              | Ve              | Sa              | Do              | Lu              | Ma              | Me              | Gi              | Ve              | Sa              | Do              | Lu              | Ma              | Me              | Gi              | Ve              | Sa              | Do              | Lu              | Ma              | Me              | Gi              | Ve              | Sa              | Do              | Lu              | Ma              | Me              |                 |